# Villa La Petraia

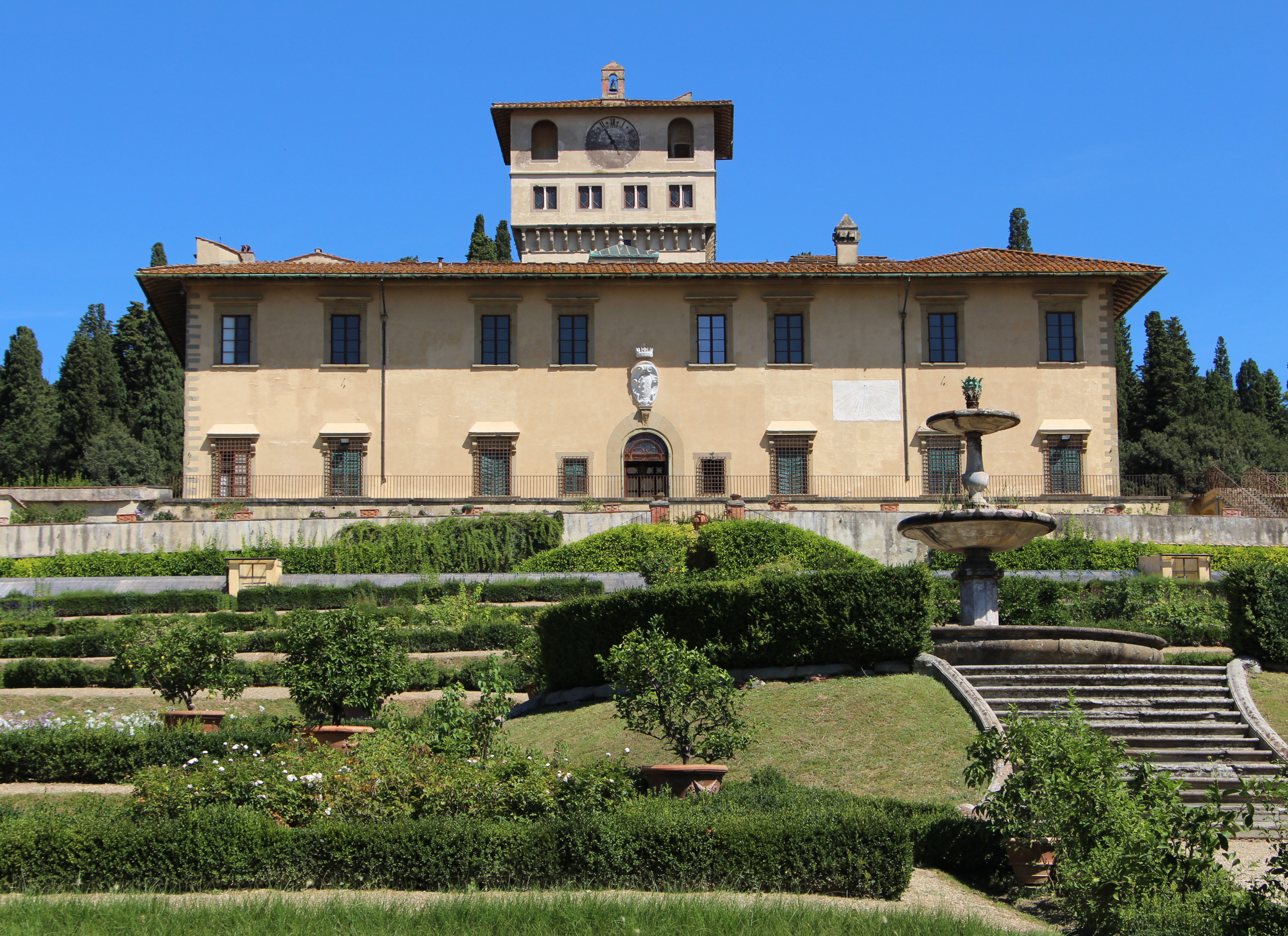
Die Villa La Petraia in Florenz

Die Medici Villa La Petraia liegt in Florenz, Via della Petraia 40, im Ortsteil Castello, Region Toskana, Italien.

## Geschichte

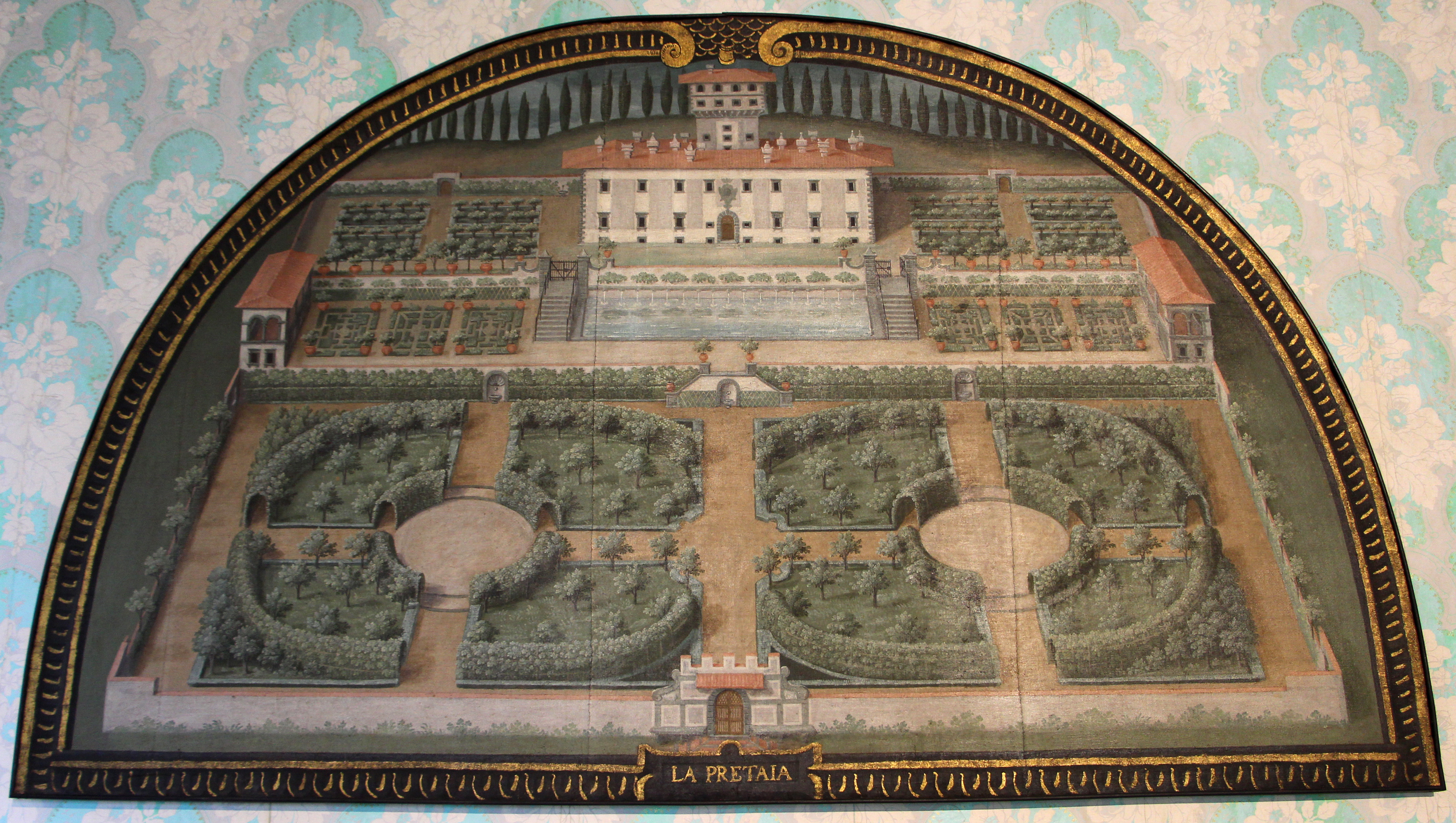
Gemälde von Giusto Utens – Villa Medici La Petraia

Der Bau geht auf ein altes Kastell der Familie Brunelleschi zurück, das an die Familie Strozzi fiel, die 1532 von Alessandro de’ Medici enteignet wurden. Cosimo I. schenkte die Villa seinem Sohn Ferdinando I. Dieser beauftragte Bernardo Buontalenti mit dem Umbau, der zwischen 1576 und 1591 ausgeführt wurde. Nach dem Aussterben der Medici im Jahre 1737 kam die Villa in den Besitz des Hauses Habsburg-Lothringen und mit der Einigung Italiens an das Haus Savoyen. Heute ist die Villa ein Museum und zählt zu den bekanntesten der Medici-Villen.

## Die Villa
Buontalenti schuf einen rechteckigen, zweigeschossigen Bau, der den alten Wehrturm mit einschließt. Er überragt als Belvedere die Villa. Der Bau umschließt einen quadratischen Innenhof, der unter König Viktor Emanuel II. mit einem Glasdach geschützt wurde. Die beiden Seitenflügel besitzen doppelgeschossige Loggien. Die Wände wurden von Volterrano zwischen 1636 und 1648 mit Fresken ausgemalt. Es handelt sich um Historienbilder, die wichtige Stationen aus dem Leben der Medici darstellen.

## Der Garten

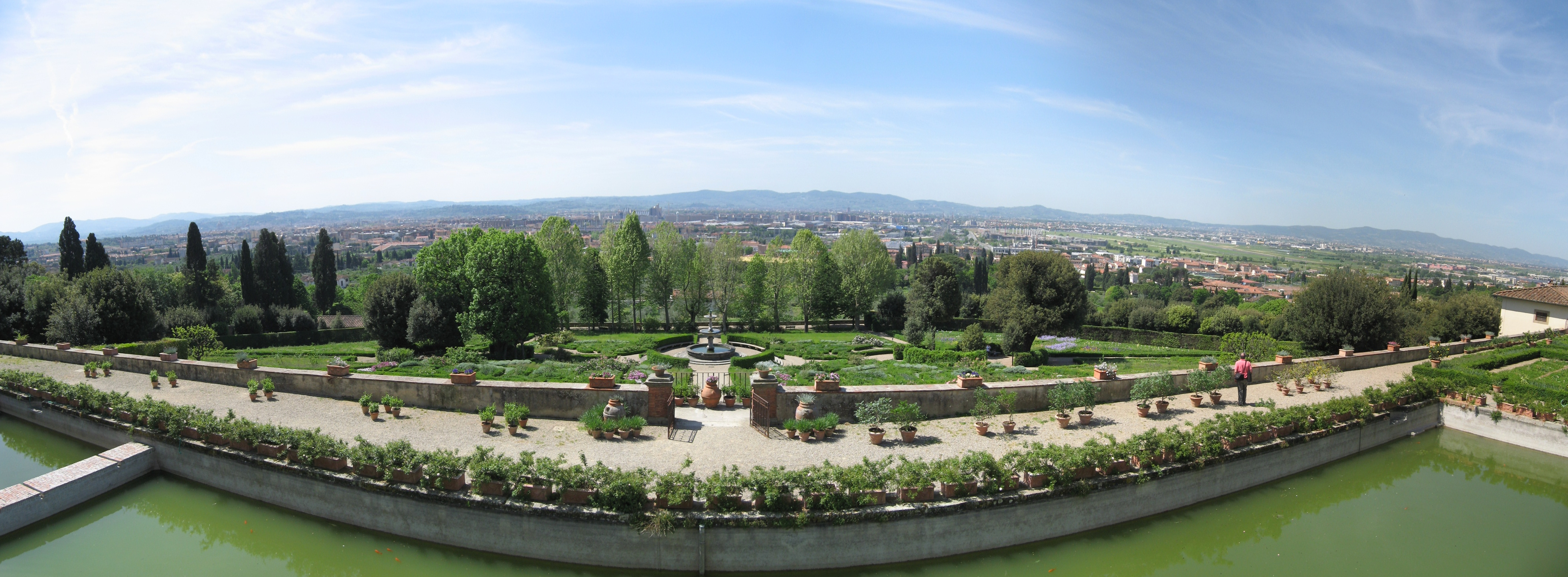
Panoramablick auf den Garten

Der Garten wurde von Niccolò Tribolo als Hanggarten mit drei Terrassen im Stile eines Giardino all’italiana angelegt. Das ursprüngliche Aussehen zeigt das Gemälde Giusto Utens, das um 1600 entstand. Die Terrasse vor der Villa entspricht noch etwa diesem Entwurf. Der Brunnen, ebenfalls von Tribolo geschaffen, stand ursprünglich in der nahen Villa von Castello. Die Brunnenfigur, die Venus Fiorenza von Giovanni da Bologna, wurde abgenommen und ist in der Villa ausgestellt.
In der Zeit des lothringischen Besitzes wurde auf der Nordseite, hinter der Villa, nach dem Entwurf des böhmischen Gärtners Joseph Frietsch, ein englischer Landschaftspark angelegt.